# بلند اس
بِلِند اِس (به انگلیسی: Blend S) (به ژاپنی: ブレンド・S) یک مانگای داستان مصور چهار صفحه‌ای ژاپنی به نوشته و تصویرسازی میوکی ناکایاما است که در مجله مانگا تایم کیرارا کارات از انتشارات هوئوبونشا در شماره اکتبر سال ۲۰۱۳ منتشر شد. مجموعه تلویزیونی انیمه اقتباس شده از این اثر در ۱۲ قسمت به ساخته استودیو ای-۱ پیکچرز به کارگردانی ریوجی ماسویاما از اکتبر تا دسامبر ۲۰۱۷ پخش شده‌است.

## داستان
مایکا ساکورانومیا یک دختر دبیرستانی است که بخاطر لبخند ترسناک‌اش در یافتن شغل نیمه وقت مشکل دارد. او یک روز به‌طور اتفاقی با یک مرد ایتالیایی-ژاپنی به اسم دینو آشنا می‌شود که صاحب کافه‌ای است که پیشخدمت‌هایش دارای صفت‌های منحصر به فردی هستند. دینو عاشق مایکا می‌شود و او را استخدام می‌کند اما مایکا در نقش پیشخدمتی با صفت سادیستی قرار می‌گیرد و باید هنگام سرویس دهی به مشتریان شخصیتی مسلط و بی رحم را بازی کند.

## شخصیت‌ها
مایکا ساکورانومیا (桜ノ宮 苺香 Sakuranomiya Maika)
صداگذاری شده توسط: آزومی واکی
مایکا دختری ۱۶ ساله است که علی‌رغم داشتن شخصیتی مثبت و شاد، هر زمان که لبخند می‌زند ناخواسته یک نگاه سادیستی در چشمان خود پیدا می‌کند. این نگاه توجه دینو (مدیر کافه) را جلب می‌کند، و مایکا را به عنوان «دختر سادیست» کافه استخدام می‌کند. علی‌رغم اینکه به مایکا گفته شده که مشتری‌ها دوست دارند که رفتار بدی از او ببینند، اما خودش بخاطر این رفتار، نگران می‌شود و به محض خروج مشتری‌ها او سریعاً از آنها عذر خواهی می‌کند. او از یک خانواده بسیار سنتی ژاپنی آمده و به صورت نیمه وقت کار می‌کند تا بتواند با استفاده از پول خودش در خارج از کشور تحصیل کند. عشق مایکا به کشورهای خارجی باعث شده او کلنل سندرز (که او را «پیرمردی از کی‌اف‌سی» صدا می‌زند) و بابا نوئل را به شدت تحسین کند. او دینو را به دلیل موهای بلوندش دوست دارد اما از آتش عشق دینو نسبت به خودش خبر ندارد.
کاهو هیناتا (日向 夏帆 Hinata Kaho)
صداگذاری شده توسط: آکاری کیتو
کاهو یک پیشخدمت ۱۷ ساله در کافه است که نقش پیشخدمت سوندره را بازی می‌کند. سوندره به شخصی گفته می‌شود که در ظاهر سنگ دل است اما قلب مهربانی دارد. کاهو عاشق بازی‌های ویدئویی است و غالباً به مکان بازی آرکید سر می‌زند. با انیکه نقش یک دختر سوندره را بازی می‌کند اما شخصیت واقعی‌اش بی خیال و پرانرژی است اما تا حدودی سنگدلی شخصیتی خود را با کویو (آشپز کافه) حفظ می‌کند. در هنگام بحث مشتریان دربارهٔ بازی‌های ویدیویی، کاهو بخاطر شخصیت سوندره‌اش نمی‌تواند نقش خود را ادامه دهد و نیاز به پیوستن به آنان را احساس می‌کند. کاهو محبوب‌ترین پیشخدمت در کافه است.
مافویو هوشیکاوا (星川 麻冬 Hoshikawa Mafuyu)
صداگذاری شده توسط: آنزو هارونو
مافویو یکی دیگر از پیشخدمت‌های کافه است که یک دانشجوی دانشگاه ۲۰ ساله است و بخاطر جثه کوچک خود، نقش پیشخدمت خواهر کوچک را بازی می‌کند. شخصیت واقعی او بالغ است و به ندرت احساسات خود را نشان می‌دهد، اما هر وقت بحث انیمه مورد علاقه‌اش به اسم Aikatsu! (در انیمه به اسم Magical Frill) شود، به سرعت هیجان زده می‌شود. او یک برادر کوچکتر از خود دارد که قدش از او بلندتر است و مافویو همیشه می‌خواسته یک خواهر کوچکتر داشته باشد. با اینکه مافویو نقش یک خواهر کوچک را بازی می‌کند اما تا حدودی در مقایسه با لولی‌کون تحقیر می‌شود و در یک قسمت، درخواست مشتری برای قرار گذاشتن را رد کرد چون معتقد بود او فقط به دلیل ظاهر جوانش به او علاقه شده‌است.
میو آمانو (天野 美雨 Amano Miu)
صداگذاری شده توسط: آتسومی تانزاکی
میو پیشخدمتی است که نقش خواهر بزرگ را بازی می‌کند. او معمولاً از عینک استفاده می‌کند اما هنگام کار در کافه از لنزهای تماسی استفاده می‌کند. میو ۲۲ ساله است و معمولاً با ظرافت رفتار می‌کند ولی با این حال، او به عنوان هنرمند دوجینشی در گروهی به نام «Hanazono Folder» همکاری می‌کند و طنزهای بزرگسالان را ترسیم می‌کند. میو هنگامی که به عنوان مشتری به کافه رفت، به‌طور تصادفی یکی از کارهای خود را در کافه جا گذاشت، مدیر کافه استعداد او را کشف می‌کند و به عنوان پیشخدمت استخدامش می‌کند. یکی از سرگرمی‌های میو مشاهده افراد، به ویژه رابطه بین دینو و مایکا است. علی‌رغم اعتراض شدید دینو، او از آن‌ها به عنوان مدل در مانگاهای دوجینشی خود استفاده می‌کند.
هیدری کانزاکی (神崎 ひでり Kanzaki Hideri)
صداگذاری شده توسط: سورا توکویی
هیدری یک پیشخدمت ۱۶ ساله است که نقش آیدول را ایفا می‌کند. هیدری در واقع پسر است که لباس دخترانه می‌پوشد و آرزو تبدیل شدن به ایدول را دارد. او برای جمع کردن طرفدار در کافه کار می‌کند تا به والدین خود ثابت کند که او با استعداد است در غیر این صورت مجبور است که شغل خانوادگی مزرعه داری را بپذیرد. با اینکه مانند یک دختر «ناز» رفتار می‌کند اما ناخواسته رفتارهای مردانه از خود نشان می‌دهد. رفتار هیدری دوستانه و پرانرژی است ولی در کارها به شدت بیهوده است و خودش را باور نکردنی زیبا می‌داند و اغلب در مورد طرفدارانی که تحسینش می‌کنند لاف می‌زند. گاهی هیدری سعی می‌کند به دینو کمک کند تا به مایکا نزدیک شود ولی معمولاً دینو فرصت را از دست می‌دهد.
دینو (ディーノ Dīno)
صداگذاری شده توسط: توماکی مائنو
دینو یک مرد ایتالیایی-ژاپنی ۲۶ ساله است که مدیریت کافه را برعهده دارد و در بخش آشپزخانه کار می‌کند. او عاشق دختران و تندیسکهای انیمه است و غالباً تا دیر وقت بیدار می‌ماند تا انیمه‌های آخر شب را تماشا کند. در هنگامی که هیجان زده می‌شود خون دماغ می‌شود. دینو دیوانه وار عاشق مایکا می‌شود ولی مایکا از این موضوع خبر ندارد. دینو در طبقه دوم کافه زندگی می‌کند و به درخواست مایکا سگی به نام Owner (オーナー) را به خانه خود می‌برد. دینو به دلیل داشتن شخصیت عجیب و غریب، اغلب توسط سایر کارمندان به داشتن افکار منحرفانه جنسی متهم می‌شود و حتی یکبار پس از توصیف جذابیت مایکا، در خیابان دستگیر می‌شود.
کویو آکیزوکی (秋月 紅葉 Akizuki Kōyō)
صداگذاری شده توسط: تاتسوهیسا سوزوکی
کویو آشپز ۲۱ ساله در کافه است که عاشق ژانر یوری است و همیشه دوست دارد مشتری‌های زن را با هم ببیند تا دربارهٔ آنان تخیل کند. او به همراه دینو در آشپزخانه کار می‌کند ولی بخاطر کم‌کاری دینو، مجبور است بیشتر کار کند. کویو مانند کاهو گیمر است و در ادامه او را بیشتر می‌شناسد. کویو هر زمان که سهواً سینه‌های کاهو را می‌بیند، سرخ می‌شود و بین آنان اتفاقات رخ می‌دهد.
آیکا ساکورانومیا (桜ノ宮 愛香 Sakuranomiya Aika)
صداگذاری شده توسط: ری متسوزاکی
آیکا خواهر بزرگتر مایکا است که لباس سنتی ژاپن را بر تن دارد. او اغلب به دلیل چشمان ترسناک خواهرش، نگران مایکا است. آیکا مثل خواهرش یک شخصیت سادیستی طبیعی دارد. او دینو را به عنوان دوست پسر مایکا اشتباه می‌گیرد.
کیوچی ساکورانومیا (桜ノ宮 香一 Sakuranomiya Kōichi)
صداگذاری شده توسط: Shinki Satō
کیوچی برادر بزرگتر مایکا است و مانند خواهرانش یک شخصیت سادیستی طبیعی دارد. او نگران مایکا است چون مایکا بخاطر چشمان ترسناکش دوستان کمی دارد. او دینو را به عنوان دوست پسر مایکا اشتباه می‌گیرد.

## رسانه

### مانگا
بِلِند اِس یک مانگای داستان مصور چهار صفحه‌ای است که توسط میوکی ناکایاما نوشته و تصویر پردازی شده‌است. این مانگای اولین بار در مجله مانگا تایم کیرارا کارات از انتشارات هوئوبونشا در شماره ماه اکتبر ۲۰۱۳ حضور پیدا کرد. و سریال سازی مانگای در مجله ماه مارس ۲۰۱۴ آغاز شد. تا به حال ۶ جلد تانکوبون مانگای از ۲۷ مارس ۲۰۲۰ منتشر شده‌است.

### انیمه
مجموعه تلویزیونی انیمه اقتباس شده از این اثر ساخته استودیو ای-۱ پیکچرز به کارگردانی ریوجی ماسویاما از ۸ اکتبر ۲۰۱۷ به نمایش درآمد.
در نوامبر ۲۰۱۷، تیتراژ ابتدایی این سریال به یک میم اینترنتی در توییتر و یوتیوب تبدیل شد، که در این تیتراژ کاربران یک کلمه اضافی به قسمت ابتدایی ترانه برای طنر میم اضافه می‌کردند.